# Hultet
Hultet is een plaats in de gemeente Karlsborg in het landschap Västergötland en de provincie Västra Götalands län in Zweden. De plaats heeft 103 inwoners (2005) en een oppervlakte van 22 hectare.